# Lew Kiriejew
Lew Nikandrowicz Kiriejew, ros. Лев Никандрович Киреев (ur. w 1890 r. w stanicy Jesaułowskaja, zm. 17 stycznia 1946 r. w Austrii) – rosyjski wojskowy (starszina wojskowy), dowódca pododdziału moździerzy Rosyjskiego Korpusu Ochronnego podczas II wojny światowej.
Ukończył szkołę wojskową w Nowoczerkasku. Brał udział w I wojnie światowej. W 1918 r. wstąpił do wojska Białych gen. Antona I. Denikina. Awansował do stopnia starsziny wojskowego. W połowie listopada 1920 r. wraz z oddziałami Białych został ewakuowany z Krymu do Gallipoli. Na emigracji zamieszkał w Bułgarii. Pracował jako górnik, a następnie pracownik fizyczny. Po zajęciu Jugosławii przez wojska niemieckie w kwietniu 1941 r., wstąpił do nowo formowanego Rosyjskiego Korpusu Ochronnego. Objął dowództwo pododdziału moździerzy. Zmarł w brytyjskim obozie jenieckim w Austrii 17 stycznia 1946 r.